# Reprezentacja Słowacji w rugby union mężczyzn
Reprezentacja Słowacji w rugby union mężczyzn – zespół rugby union, biorący udział w imieniu Słowacji w meczach i sportowych imprezach międzynarodowych, powoływany przez selekcjonera, w którym mogą występować zawodnicy posiadający obywatelstwo tego kraju, mieszkający w nim, bądź kwalifikujący się ze względu na pochodzenie rodziców lub dziadków. Za jego funkcjonowanie odpowiedzialna jest Slovenská ragbyová únia, członek Rugby Europe.
Swój debiut na arenie międzynarodowej zaliczyła w przegranym meczu z Monako 14 października 2006 r. Obecnie drużyna, złożona przede wszystkim z zawodników Slovana Bratysława, występuje w europejskiej dywizji 3A i nie jest klasyfikowana w rankingu IRB.

## Turnieje

### Udział wPucharze Narodów Europy
| Rok       | Klasa rozgrywek | Wynik             |
| --------- | --------------- | ----------------- |
| 2006–2008 | Dywizja 3D      | 3                 |
| 2008–2010 | Dywizja 3D      | 5 – wycofała się' |
| 2010–2012 | Dywizja 3A      | 2                 |
| 2012–2014 | Dywizja 3       | 2                 |

### Udział wPucharze Świata
| Rok  | Kwalifikacje                                   | Wynik |
| ---- | ---------------------------------------------- | ----- |
| 1987 | Nie brała udziału, była częścią Czechosłowacji | -     |
| 1991 | Nie brała udziału                              | -     |
| 1995 | Nie brała udziału                              | -     |
| 1999 | Nie brała udziału                              | -     |
| 2003 | Nie brała udziału                              | -     |
| 2007 | Nie brała udziału                              | -     |
| 2011 | Nie brała udziału                              | -     |
| 2015 | Nie brała udziału                              | -     |
| 2019 |                                                |       |